# Отть , Мия
Мия Отть (эст. Miia Ott; род. 19 апреля 2007 года) — эстонская легкоатлетка на короткие дистанции.

## Карьера

### 2023
Отть выиграла золото в беге на 100 метров и бронзу в беге на 200 метров на Европейском юношеском летнем олимпийском фестивале 2023 года в Мариборе в возрасте 16 лет.
Она вышла в финал на 100 м на чемпионате Европы по легкой атлетике среди молодежи до 20 лет 2023 года с рекордным временем Эстонии среди молодежи до 20 лет — 11,53 секунды. Она заняла шестое место в финале на 100 м. Она возглавила эстонскую команду 4×100 м, которая установила национальный рекорд среди взрослых — 44,21 на командном чемпионате Европы по легкой атлетике в Силезии в июне 2023 года.

### 2024
Отть бежала в составе эстафетной команды Эстонии 4×100 м на чемпионате мира по эстафетам 2024 года в Нассау, Багамы, в мае 2024 года. В июне 2024 года она выступала за Эстонию в эстафете 4x100 м на чемпионате Европы по легкой атлетике 2024 года в Риме.
В июле 2024 года она установила рекорд Эстонии среди спортсменов до 18 и до 20 лет — 11,44 секунды на чемпионате Европы по легкой атлетике до 18 лет 2024 года, завоевав бронзовую медаль в финале на дистанции 100 метров на чемпионате.